# Lustou
El Lustou o Pic de Lustou és una muntanya de 3.023 m d'altitud, amb una prominència de 264 m, que es troba al massís de Bachimala, totalment dins el departament dels Alts Pirineus (França).